# Pseudocercospora camelliae
Pseudocercospora camelliae är en svampart som först beskrevs av Deighton, och fick sitt nu gällande namn av U. Braun 1993. Pseudocercospora camelliae ingår i släktet Pseudocercospora och familjen Mycosphaerellaceae.   Inga underarter finns listade i Catalogue of Life.